# Ołużna
Ołużna – wieś w północno-zachodniej Polsce, położona w województwie zachodniopomorskim, w powiecie kołobrzeskim, w gminie Gościno.
Według danych z 30.06.2014 wieś miała 241 stałych mieszkańców.
Wieś tworzy "Sołectwo Ołużna", obejmujące tylko Ołużną. Rada sołecka, która wspomaga sołtysa może się składać od 3 do 6 członków, a ich liczbę ustala zebranie wiejskie.